# Governo de transição da Etiópia (1991-1995)
Governo de Transição da Etiópia foi estabelecido imediatamente após a Frente Democrática Revolucionária do Povo Etíope e a Frente de Libertação do Povo Tigray tomarem o poder, derrubado o governo de tendência marxista-leninista da República Democrática Popular da Etiópia em 1991.  Durante o período de transição, Meles Zenawi serviu como presidente do Governo de Transição da Etiópia enquanto Tamrat Layne foi o primeiro-ministro.  Entre outras mudanças importantes nas instituições políticas do país, foi sob a autoridade do Governo de Transição da Etiópia que ocorreu o realinhamento das fronteiras provinciais com base na identidade etnolinguística.  O Governo de Transição da Etiópia esteve no poder até 1995, quando fez a transição para a reconstituída República Democrática Federal da Etiópia que permanece até hoje. 